# Tithonium Chasma
Tithonium Chasma — це великий каньйон (chasma) у квадранглі Coprates на планеті Марс, розташований за координатами 4,6° пд. ш., та 84,7° зх. д. Його довжина становить близько 803 км. Свою назву він отримав від класичної альбедо-деталі на Марсі.

## Система каньйонів Valles Marineris
Tithonium Chasma — це основна частина найбільшої системи каньйонів у Сонячній системі; цей гігантський каньйон на Землі міг би простягтися вздовж майже всієї території Сполучених Штатів. Назва всієї системи каньйонів — Valles Marineris (Долина Марінер). Починаючись на заході із Noctis Labyrinthus у квадранглі Phoenicis Lacus, система каньйонів закінчується у квадранглі Margaritifer Sinus каньйонами Capri chasma та Eos Chasma (на півдні). Слово Chasma було визначене Міжнародним астрономічним союзом як термін для означення видовжених розломів із стрімкими бічними схилами. Valles Marineris була виявлена в ході місії Марінер-9, та згодом названа в її честь. Простягнувшись на схід від Noctis Labyrinthus, каньйон переходить у два великі відгалуження — Tithonium та Ius Chasma на півдні. Посередині системи каньйонів розташовані надзвичайно широкі долини — Ophir Chasma (на півночі), Candor Chasma, та Melas Chasma (на півдні), а далі на схід простягається Coprates Chasma. Наприкінці Coprates Chasma долина розширюється, формуючи Capri Chasma на півночі та Eos Chasma на півдні. Стіни каньйонів часто містять багато шарів. Дно деяких каньйонів містить значні відклади нашарованих матеріалів. Деякі дослідники вважають, що такі нашарування утворились у ті часи, коли ці каньйони були заповнені водою. Каньйони бувають не лише дуже довгі, але й дуже глибокі; у деяких місцях їх глибина досягає навіть 8-10 кілометрів. Для порівняння, Великий Каньйон на Землі має глибину лише 1.6 км.

## Шари
На знімках гірських порід у стінах каньйону майже завжди помітно шари. Деякі шари виглядають міцнішими за інші. Нижче, на знімку шарів Ganges Chasma, виконаному HiRISE, можна помітити, що верхні, світліші відклади вивітрюються значно швидше,, аніж нижчі, темніші нашарування. Деякі скелі на Марсі мають шматки таких темніших шарів, що стримлять з боків цих скель, а то й розламуються на великі уламки; вважається що це — тверді вулканічні породи, тоді як м'якші — є, найімовірніше, відкладами пилу та вулканічного попелу. Зважаючи на близькість цієї області до вулканічного регіону Tharsis, тверді скельні породи, ймовірно, є почерговими нашаруваннями різних потоків лави, які можуть чергуватися також із відкладами вулканічного попелу, який опадав з атмосфери після великих вивержень. Цілком імовірно, пласти гірських порід у стінах каньйонів зберігають інформацію про найдавніші періоди геологічної історії Марса. Темний колір цих відкладів може бути результатом потоків, власне, темної лави. Темна вулканічна порода базальт є поширеною на Марсі. Натомість походження світліших шарів може бути різним — вони могли утворитися із осадів чи відкладів у річках, озерах, із вулканічного попелу, або ж внаслідок перенесення вітром гранул піску чи пилюки. В результаті праці планетоходів на Марсі, було виявлено, що світлі гірські породи містять сульфати. Оскільки сульфати могли утворитися у водному середовищі, вони викликають значне зацікавлення науковців, оскільки можуть містити певні сліди древнього марсіанського життя. MRO виявив сульфати, гідрати сульфатів та оксиди заліза у Titonium Chasma за допомогою свого інструменту CRISM.

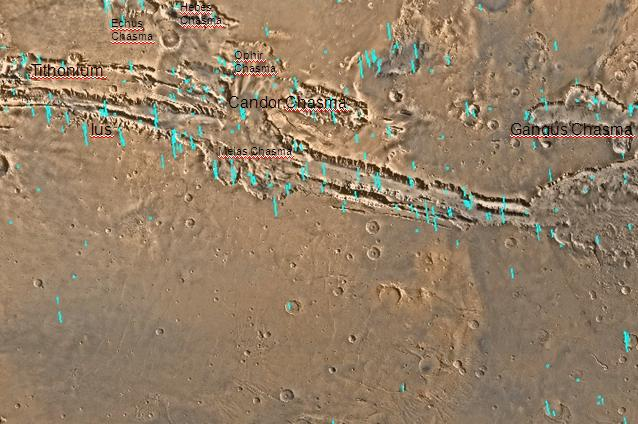
Карта квадрангла Coprates, що демонструє деталі Valles Marineris, найбільшої системи каньйонів у Сонячній системі. Деякі каньйони могли колись бути наповненими водою.
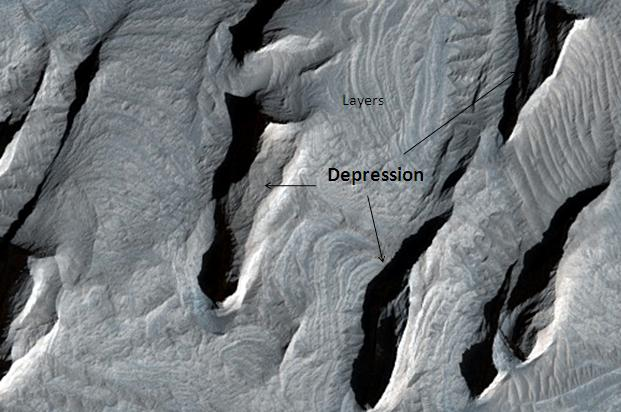
Шари Tithonium Chasma, знімок HiRISE.